# Rhyacophila donoana
Rhyacophila donoana är en nattsländeart som beskrevs av Malicky 1978. Rhyacophila donoana ingår i släktet Rhyacophila och familjen rovnattsländor. Inga underarter finns listade i Catalogue of Life.